# Бахирев, Михаил Коронатович
Михаил Коронатович Бахирев (17 июля 1868, Новочеркасск — 16 января 1920, Петроград) — российский морской военачальник, флотоводец. Участник обороны Порт-Артура.
Родился в городе Новочеркасске в семье сотника Войска Донского К. Г. Бахирева. Окончил семь классов Донской Новочеркасской гимназии.

## Оценка сослуживцев
Это был умный, простой и добрый человек. Ему верили, к мнению его прислушивались, он был представителем старых, прежних морских традиций и был очень популярен во флоте.— контр-адмирал В. К. Пилкин.

## Послужной список
- 1888 — Окончил Морское училище с присвоением чина мичмана.
- 1889 — Вахтенный начальник канонерской лодки «Бобр» Сибирского флотского экипажа.
- Штурман, затем старший штурман транспорта «Амур».
- Январь 1898 — Перевод на Балтийский флот.
- 1899 — Перевод на Дальний Восток.
- 1900—1901 — На канонерской лодке «Гиляк» участвовал в подавлении Боксерского восстания.
- 4 июня 1900 — Участвовал в штурме фортов Таку.
- 19 октября 1900 — Награждён орденом Св. Георгия 4-й степени «в воздаяние отличных подвигов храбрости, оказанных при занятии 4 июня 1900 года фортов в Таку».
- 1901—1904 — Служил на крейсере «Россия», клипере «Джигит», эскадренном броненосце «Наварин».
- 1904—1905 — Участвовал в обороне Порт-Артура в качестве командира миноносца «Смелый», а затем отряда миноносцев, предназначенного для прорыва блокады.
- 12 февраля 1905 — Награждён Золотым оружием «в воздаяние отличных подвигов храбрости и самоотвержения, оказанных в делах против неприятеля под Порт-Артуром».
- Декабрь 1905 — Капитан 2-го ранга.
- 1906 — Начальник Флотилии рек Амурского бассейна.
- 1907 — Командир минного крейсера «Абрек».
- 1907—1908 — Командир миноносца «Ретивый».
- 1908—1910 — Командир эсминца «Амурец».
- 1910—1911 — Начальник 5-го дивизиона миноносцев Балтийского моря.
- 1911—1914 — Капитан 1-го ранга, командир крейсера «Рюрик», флагманского корабля командующего Балтийским флотом.
- 24 декабря 1914 года произведён в контр-адмиралы «за отличие в делах против неприятеля» с назначением начальником 1-й бригады крейсеров Балтийского флота[1].
- 19 декабря 1915 — 23 мая 1917 — Начальник 1-й бригады линкоров Балтийского флота («Петропавловск», «Гангут», «Севастополь» и «Полтава»).
- 6 декабря 1916 года произведён в вице-адмиралы[2].
- 21 августа 1917 — Начальник Морских сил Рижского залива.
- Сентябрь-октябрь 1917 — Командовал силами русского флота в Моонзундском сражении.
- 12 января 1918 — Уволен в отставку без права на получение пенсии.

## Последние годы жизни
После увольнения поступил на должность заведующего учётным отделением Центрального народно-промышленного комитета. В начале августа 1918 года был арестован и освобождён только 13 марта 1919 года. 1 апреля стал сотрудником оперативного отдела Морской Исторической Комиссии (Морискома). 11 июля закончил рукопись о боях в Рижском заливе в 1915—1917 гг.

После провала наступления генерала Юденича на Петроград прошла новая волна арестов. Бахирев отказался от предложения бежать в Финляндию и 17 ноября 1919 года был арестован по обвинению в сотрудничестве с Юденичем. Контр-адмирал В. К. Пилкин писал, что об аресте Бахирева было сообщено Колчаку с просьбой взять заложников. 9 января 1920 года Коллегия ВЧК постановила: 
«Бахирева Михаила… расстрелять, приговор привести в исполнение по особому постановлению Президиума ВЧК, оставив Бахирева в качестве заложника на случай террористических актов со стороны агентов белогвардейцев.»
 16 января Михаила Коронатовича Бахирева расстреляли.

## Награды
- Орден Святого Станислава 3 степени (30.10.1895)
- Орден Святого Георгия 4 степени (19.10.1900)
- Орден Святой Анны 3 степени (06.12.1901)
- Орден Святого Владимира 4 степени с бантом за 18 кампаний (1902)
- Орден Святого Станислава 2 степени с мечами (11.10.1904)
- Золотая сабля «За храбрость» (19.12.1905)
- Орден Святой Анны 2 степени с мечами (19.03.1907)
- Орден Святого Владимира 3 степени (06.12.1913)
- мечи к ордену Св. Владимира 3 степени (24.12.1914)
- Орден Святого Станислава 1 степени с мечами (10.08.1915)
- Орден Святой Анны 1 степени с мечами (11.01.1916)

### Иностранные ордена
- Орден Почётного легиона кавалерский крест (1902)
- Орден Священного сокровища 4 степени (1902)
- Орден Почётного легиона офицерский крест (1909)

## Образ в кино
В советском фильме «Моонзунд» роль Бахирева исполнил актёр Артём Иноземцев.